# تييري بوتسين
تييري بوتسين مواليد 13 يوليو 1957 في إقليم بروكسل العاصمة، هو سائق فورملا 1 بلجيكي بدأ مسيرته الاحترافية سنة 1983. كان أول سباق له هو جائزة بلجيكا الكبرى 1983، حقق أول فوز له في جائزة كندا الكبرى 1989. خاض خلال مسيرته 164 سباقاً فاز في 3 منها.

## سباقات شارك فيها
- لو مان 24 ساعة
- بطولة فورمولا 3 الألمانية
- بطولة العالم للسيارات الرياضية

## بطولات حققها
- جائزة كندا الكبرى 1989
- جائزة المجر الكبرى 1990

## روابط خارجية
- تييري بوتسين على موقع Racing-Reference.info (الإنجليزية)
- تييري بوتسين على موقع DriverDB.com (الإنجليزية)
- تييري بوتسين على موقع eWRC-results.com (الإنجليزية)